# Rezerwat przyrody Modrzewina
Rezerwat przyrody Modrzewina – leśny rezerwat przyrody utworzony w 1959 r. na gruntach miejscowości Mała Wieś w gminie Belsk Duży.
Rezerwat znajduje się na terenie Nadleśnictwa Grójec. Celem ochrony jest zachowanie na Wysoczyźnie Rawskiej najbardziej na północ wysuniętego stanowiska modrzewia europejskiego – podgatunek modrzew polski, cennego ze względów przyrodniczych i naukowych. Modrzewie dorastają tu do wysokości 40 metrów i osiągają pierśnicę nawet 120 cm.

## Historia
Uroczysko leśne, w którym znajduje się rezerwat jest związane z pobliskim majątkiem Mała Wieś. Źródła historyczne wskazują, że tutejsze modrzewie podziwiał król Stanisław August Poniatowski dnia 21 lipca 1787 r. Rezerwat, jeszcze na gruntach prywatnych, za zgodą właścicieli utworzono w 1927 r. na powierzchni 7,44 ha w oddziałach: 15a,b,c. W okresie II wojny światowej udało się uratować kompleks przed dewastacją i wycięciem, a nawet później zwiększono powierzchnię chronioną do 67 hektarów (okupant uznał tutejsze modrzewie za znaczące dla Rzeszy). Po wojnie powołano rezerwat przyrody na powierzchni 336,15 ha (Zarządzenie nr 157 Ministra Leśnictwa i Przemysłu Drzewnego z dnia 5.05.1959 r), by ostatecznie objąć ochroną powierzchnię 332,15 ha w wyniku aktualizacji i zarządzeń Wojewody Mazowieckiego (nr 274 z dnia 12.12.2001 r. oraz nr 60 z dnia 6.06.2005 r.).